# Robert Coppée
Robert Coppée (La Louvière, 23 aprile 1895 – 1970) è stato un calciatore belga, di ruolo attaccante.

## Carriera

### Club
Giocò sempre nell'Union Saint-Gilloise, con cui vinse il campionato belga nel 1923 e arrivò al secondo posto altre tre volte (1920, 1921, 1924).
In carriera ha segnato in totale 91 reti in 116 presenze nella prima divisione belga.

### Nazionale
Con la Nazionale belga prese parte ai Giochi olimpici del 1920, durante le quali segnò una tripletta nella semifinale contro la Spagna e il primo gol nella finale contro la Cecoslovacchia, che sarebbe poi stata vinta dai suoi per l'abbandono del campo da parte degli avversari. Quattro anni più tardi prese parte anche all'unico incontro olimpico dei suoi, subito eliminati agli ottavi di finale dalla Svezia dopo aver perso per 8-1.

## Palmarès

### Club
- Campionato belga: 1

Union St. Gilloise: 1922-1923
- Coppa del Belgio: 1

Union St. Gilloise: 1913-1914

### Nazionale
- Oro olimpico: 1

Anversa 1920